# Pathari
Pathari (Hindi: पठारी), manchmal auch Badoh-Pathari genannt, ist ein Ort mit ca. 8.500 Einwohnern im Distrikt Vidisha im indischen Bundesstaat Madhya Pradesh.

## Lage
Pathari liegt in den nördlichen Ausläufern des Vindhyagebirges ca. 75 km (Fahrtstrecke) nordöstlich von Sanchi bzw. von Vidisha in einer Höhe von ca. 465 m.

## Bevölkerung
Die überwiegend Hindi sprechende Bevölkerung Patharis und Badohs besteht zu etwa 95 % aus Hindus und zu ca. 5 % aus Moslems. Wie bei Volkszählungen im Norden Indiens üblich, liegt der männliche Bevölkerungsanteil etwa 10 % höher als der weibliche.

## Wirtschaft
Der Ort und seine Umgebung sind in hohem Maße landwirtschaftlich geprägt; im Ort selbst gibt es einige Handwerker, Kleinhändler und Tagelöhner.

## Geschichte
In Pathari wurde eine Inschrift des Paramara-Königs Jayavarman II. aus dem Jahr 1269 gefunden. In ihr wird ein Ort namens Vaḍovyapattana erwähnt, der mit dem Nachbarort Badoh identifiziert wird. Im Zuge der islamischen Eroberung Nordindiens wurde der Gadarmal-Tempel von Badoh zerstört. Während der Herrschaft der Briten war Pathari ein unbedeutender kleiner Fürstenstaat, der im Jahr 1948 in der Indischen Union aufging.

## Sehenswürdigkeiten

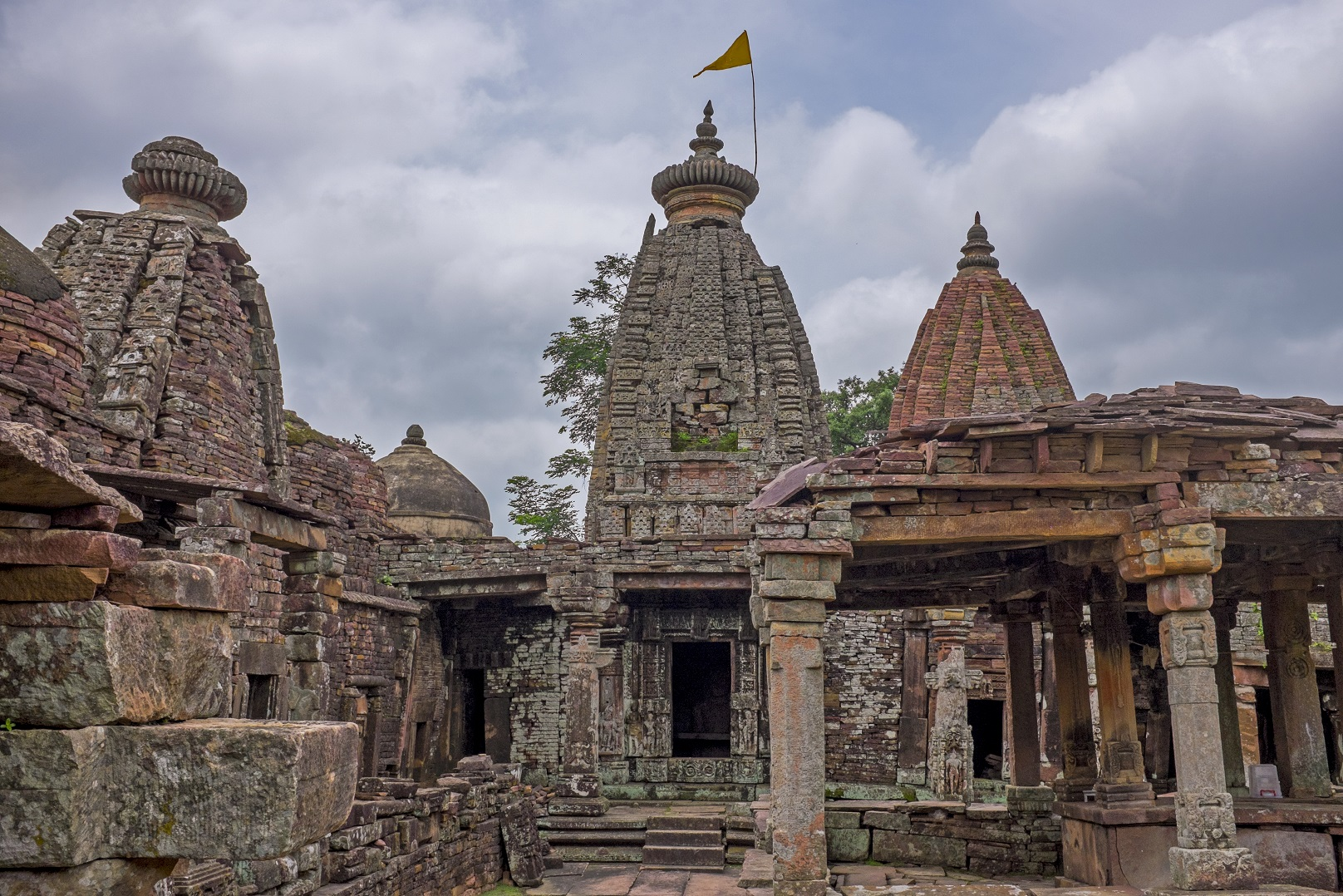
Pataria-Jain-Tempel

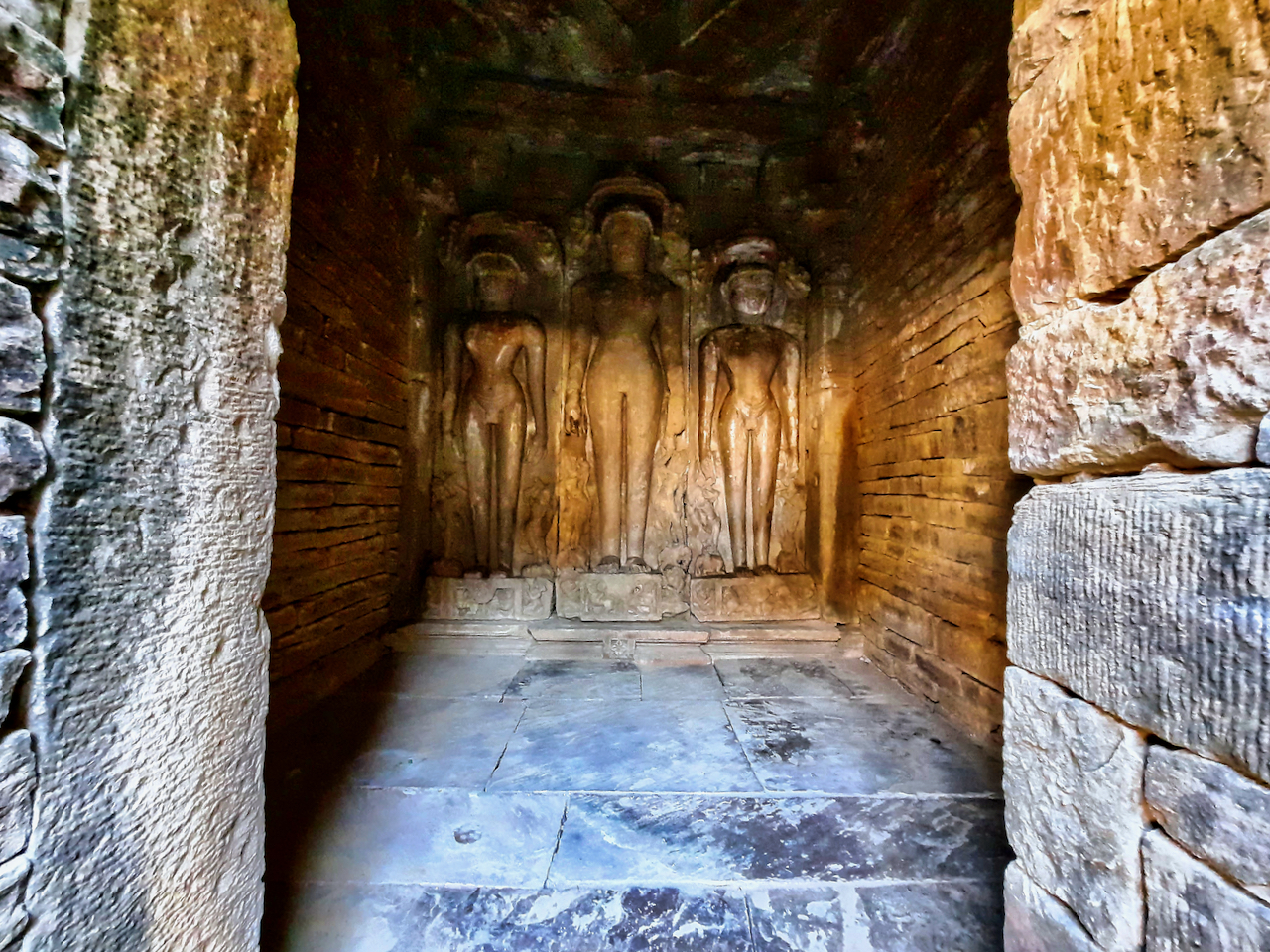
3 stehende Jaina-Figuren

### Pathari
- Im Ort steht eine ca. 8 m hohe Inschriftensäule (Bhim Gaja) aus dem Jahr 917, die als Stifter einen Minister des – wahrscheinlich nur lokal bedeutsamen – Rashtrakuta-Herrschers Parabala nennt.
- Am Ortsrand von Pathari liegt ein ca. 15 × 17 m großes Mauergeviert, innerhalb dessen sich ein kaum noch genutztes Jain-Heiligtum mit mehreren annähernd lebensgroßen Tirthankara-Figuren befindet. Diese werden zumeist stehend mit herabhängenden Armen (kayotsarga) oder aber im Lotossitz (padmasana) mit im Schoß übereinander gelegten Händen gezeigt. Einige Tempel, insbesondere das zentrale Heiligtum, verfügen noch über einen Shikhara-Turm mit Ringstein (amalaka) und Krug (kalasha). Die figürliche Gestaltung einiger Eingangsportale deutet darauf hin, dass es sich bei der Anlage ehemals um eine Hindu-Stätte gehandelt haben könnte, die später dann von den Jainas in Besitz genommen wurde.

### Badoh
- Ungefähr 4 km entfernt, auf der anderen Seite eines sich nach stärkeren Regenfällen bildenden Sees, liegt das Dorf Badoh mit einem weitgehend zerstörten, aber immer noch imposanten Hindu-Tempel (Gadarmal temple) aus dem 9. Jahrhundert. Über einen mehrfach gestuften und mit einem Torana versehenen Zuweg erreicht man die von zwei steinernen Löwen bewachte eigentliche Tempelplattform mit einer auf acht Säulen ruhenden Vorhalle (mandapa), die zu der von einem mächtigen, aber nur wenig gegliederten, Shikhara-Turm überhöhte Cella (garbhagriha) überleitet.[2]

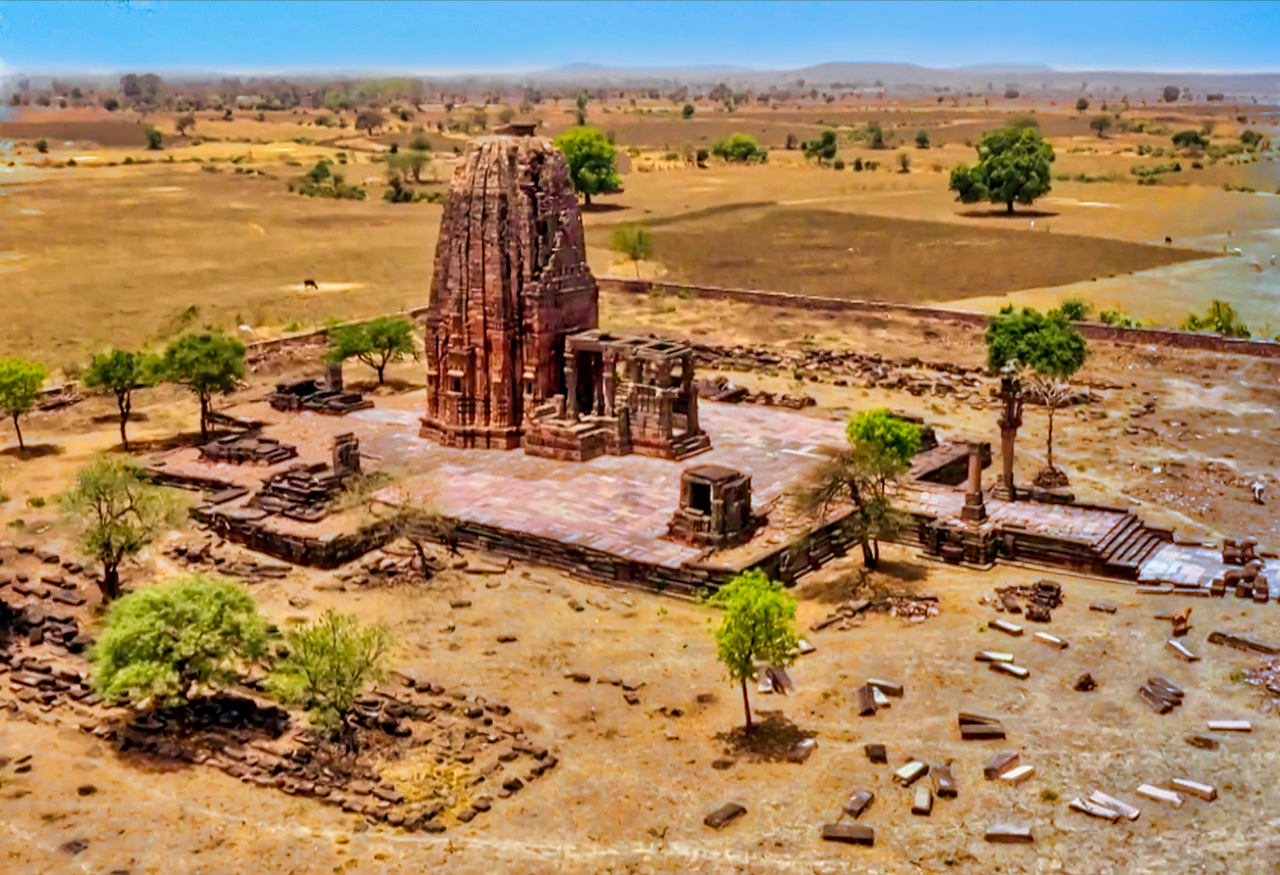
Gadarmal-Tempel
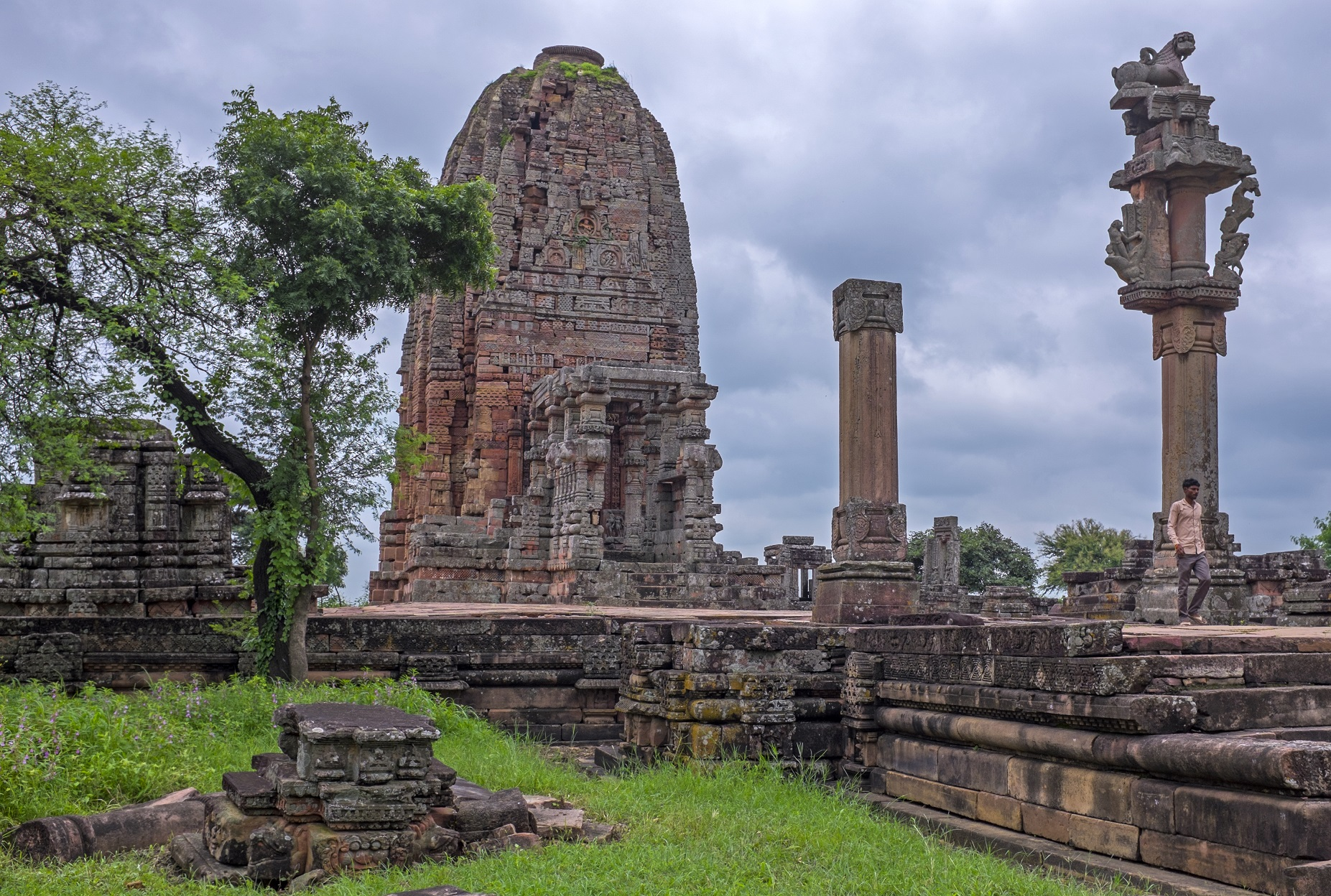
Gadarmal-Tempel
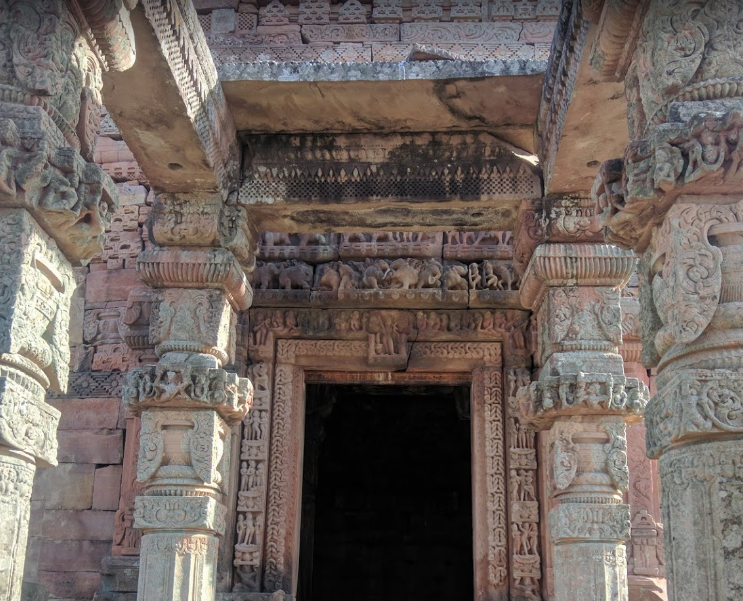
Portal des Gadarmal-Tempels
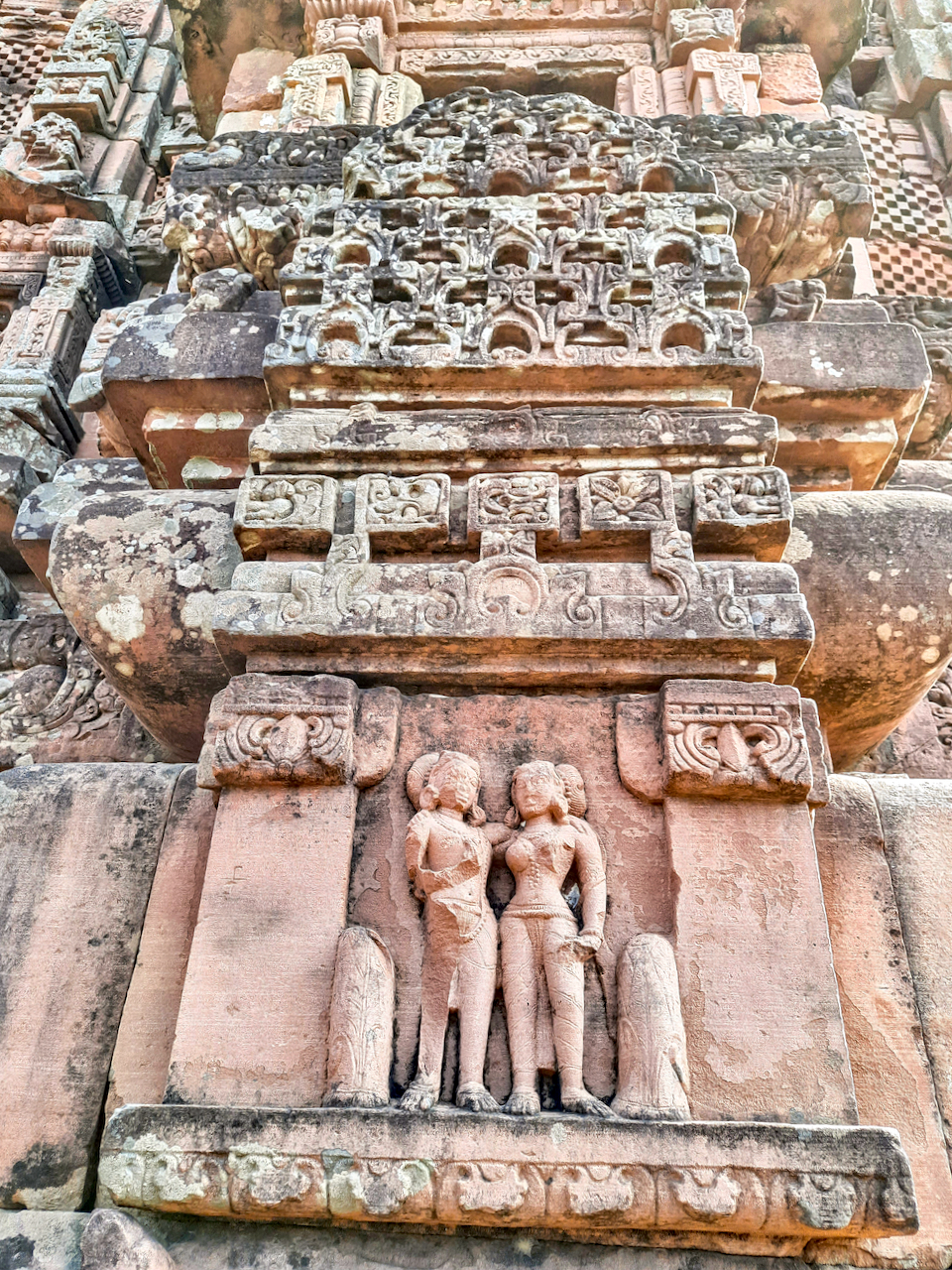
Mithuna und Chandrasala-Dekor

- Über die Funktion eines flachgedeckten Gebäudes (Solah Khambi), welches ebenfalls ins 8. oder 9. Jahrhundert datiert wird, besteht Unklarheit. Der Bau verfügt über einen breitgelagerten Portikus, dessen Dach auf oktogonalen Säulen mit Blattkrugkapitellen und -basen ruht.
- Ganz in der Nähe steht ein aus Vorhalle und Cella bestehender Kleintempel (Dasavatara Temple), dessen vegetabilische, geometrische und figürliche Ornamentik durchaus beachtenswert ist.